# Церква Апостола Іоана Богослова (Осокорки)
Церква Апостола Іоана Богослова — православний храм у селі Осокорки (територія сучасного Дарницького району Києва), збудований 1869 року та зруйнований у 1935 році. Розташовувався біля перехрестя сучасних вулиць Центральної та Зарічної.

## Історія
Село Осокорки в історичних документах вперше згадується у XVII столітті. Не пізніше 1725 року в селі збудували першу церкву Іоана Богослова, про що свідчать церковні метричні книги від 1725 року, які зберігаються у Центральному державному історичному архіві України в Києві. Ще одним свідченням про існування в Осокорках церкви у ті часи є те, що у розписах храму та написанні ікон для іконостаса церкви Іоана Богослова брав участь видатний живописець Алімпій Галик, який був лаврським іконописцем з 1724 року. З 2021 року ім'ям Галика названа осокорківська вулиця.
1869 року на місці старої церкви звели нову, також дерев'яну. Вочевидь, це був хрещатий у плані храм, виконаний у типовому тоді «єпархіальному стилі».
Первісно церква Іоана Богослова розташовувалася у західній частині села Осокорки, але під час повені 1877 року цю місцину затопили води Дніпра. Згідно із сучасними дослідженнями місце, де стояла церква, знаходилося південніше Південного мосту, приблизно навпроти сучасної вулиці 39-ї Садової. Після повені церкву перенесли далі від берега.
Станом на 1876 рік церква Апостола Іоана Богослова разом із сусіднім храмом Трьох Святителів села Позняки утворювала одну Осокорсько-Позняківську парафію. До штату входили настоятель церкви, другий священник (помічник настоятеля) та двоє псаломщиків (паламарів). У 1876 році настоятелем храму був священик Іоан Кибальчич.
В радянський період церкву закрили і зруйнували, точна дата і обставини руйнування невідомі. Карта 1930-х років ще фіксує церкву, але вочевидь близько 1935 року, коли було припинено діяльність більшості лівобережних церков, закрили й церкву Іоана Апостола Богослова в Осокорках. Ймовірно, тоді ж церкву було і знищено. За іншою версією церква згоріла у 1943 році.

## Відновлення церкви
У 1997 році на Зарічній вулиці, неподалік від місця, де стояла історична церква Іоана Богослова, в одноповерховому колишньому житловому будинку відкрили нову церкву, наприкінці 1990-х років поруч збудували двоярусну цегляну дзвіницю із шатровою банею. У 2005 році київська міська влада передала в оренду парафії Іоана Богослова земельну ділянку під будівництво церкви. У 2005—2006 роках тут за проєктом архітектора В. Горбоноса побудували церкву Великомученика Пантелеймона Цілителя, освячену в червні 2006 року. Церква цегляна, однобанна, виконана в осучаснених формах давньоруської архітектури, з боку вулиці облаштували муровану огорожу із брамою. Згідно з проєктом В. Горбоноса планується також збудувати велику трибанну церкву в ім'я Апостола Іоана Богослова у псевдовізантійському стилі. У грудні 2020 року КМДА видала дозвіл на проєктування по Зарічній вулиці «багатофункціонального храмового комплексу».
Парафія Іоана Богослова належить до Української православної церкви Московського патріархату, настоятель (станом на 2022 рік) — протоієрей Олександр Сівченко.